# Polikarpov R-Z
Polikarpov R-Z là một loại máy bay ném bom/trinh sát của Liên Xô trong thập niên 1930. Nó là phiên bản sửa đổi của Polikarpov R-5, R-5 được chế tạo số lượng lớn giai đoạn 1935-1937. R-Z tham chiến trong Nội chiến Tây Ban Nha cũng như Chiến tranh Liên Xô-Phần Lan và Trận Khalkhin Gol.

## Biến thể
R-Z
Phiên bản ném bom/trinh sát sản xuất chính. Dùng động cơ M-34N.
R-ZSh
Shturmovik. Mẫu thử cường kích trang bị 4 súng máy ShKAS.
P-Z
Biến thể thương mại với các thay đổi nhỏ để chở bưu phẩm và/hoặc 2 hành khách. Dùng động cơ M-34NB.
PT
R-ZR
Phiên bản dùng để phá kỷ lục hàng không. 1 chiếc. Đạt độ cao 11.100 m (36.417 ft) vào ngày 8 tháng 5-1937

## Quốc gia sử dụng
Cộng hòa Tây Ban Nha
- Không quân Cộng hòa Tây Ban Nha

 Nhà nước Tây Ban Nha
- Không quân Tây Ban Nha

 Liên Xô
- Aeroflot
- Không quân Xô viết

## Tính năng kỹ chiến thuật (R-Z)
Dữ liệu lấy từ The Osprey Encyclopedia of Russian Aircraft from 1875 - 1995 
Đặc điểm tổng quát
- Kíp lái: 2
- Chiều dài: 9,72 m (34 ft 7½ in)
- Sải cánh: 15,45 m (50 ft 8¼ in)
- Chiều cao: 3,60 m [2] (11 ft 9¾ in)
- Diện tích cánh: 42,5 m² (458 ft²)
- Trọng lượng rỗng: 2.007 kg (4.425 lb)
- Trọng lượng có tải: 3.150 kg (6.945 lb)
- Động cơ: 1 × Mikulin AM-34, 611 kW (820 hp)

 Hiệu suất bay 
- Vận tốc cực đại: 316 km/h (171 kn, 196 mph) trên độ cao 3.500 m (11.483 ft)
- Tầm bay: 1.000 km (540 nmi, 621 mi)
- Trần bay: 8.700 m (28.543 ft)
- Tải trên cánh: 74,1 kg/m² (15,2 lb/ft²)
- Công suất/trọng lượng: 0,19 kW/kg (0,12 hp/lb)
- Lên độ cao 3.000 m (9.843 ft): 6,6 phút

Trang bị vũ khí

- 1 × súng máy PV-1 và 1 hoặc 2 × súng máy ShKAS
- 400 kg (882 lb) bom